# Hosokute-juku

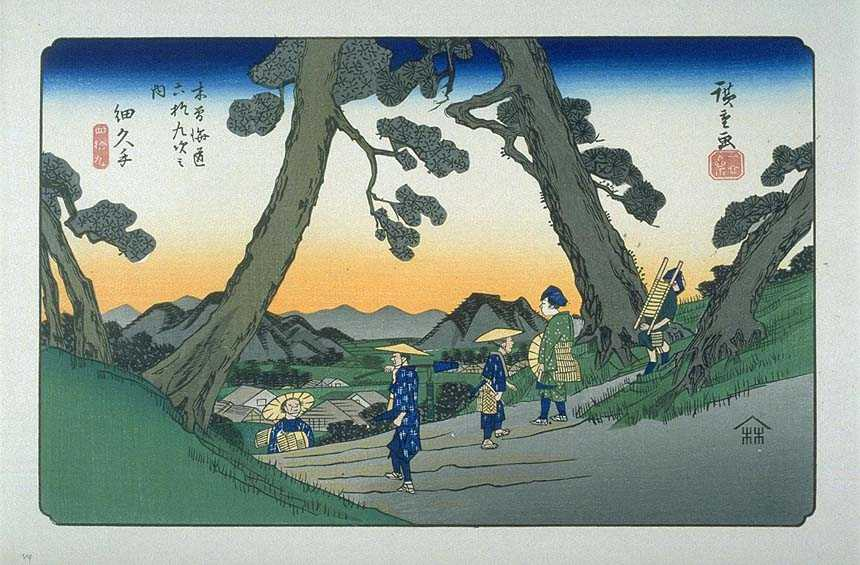
Hosokute-juku, estampe de Hiroshige de la série Les Soixante-neuf Stations du Kiso Kaidō.

Hosokute-juku (細久手宿, Hosokute-juku) est la quarante-huitième des soixante-neuf stations du Nakasendō durant la période Edo. Elle est située dans la ville moderne de Mizunami, préfecture de Gifu au Japon.

## Histoire
Situé dans le domaine du clan Owari, branche du clan Tokugawa, Hosokute-juku est établie comme station de montagne en 1610. La route entre les deux stations, Ōkute-juku et Mitake-juku, est longue et difficile, aussi ce village est-il construit pour servir d'étape entre les deux endroits. Il abrite le temple de famille du clan Toki, gardien de la province de Mino.

## Stations voisines
Nakasendō
Ōkute-juku – Hosokute-juku – Mitake-juku